# Sword Fishing
Sword Fishing è un cortometraggio del 1939. Si tratta di un documentario narrato da Ronald Reagan.

## Trama
Howard Hill, insieme ad un gruppo di pescatori va alla ricerca del marlin (grossi pesci marini) al largo della costa californiana. 

## Riconoscimenti
- Nomination Oscar al miglior cortometraggio[1]